# The Last Live Video
The Last Live Video è una video release degli X Japan contenente il loro ultimo concerto del 31.12.1997 prima dello scioglimento della band. Venne pubblicato sia in formato VHS che in formato DVD.
Dopo i titoli di coda conclusivi vi è un video documentario sulla promozione fatta da YOSHIKI in Corea del Sud per il suo nuovo progetto, i Violet UK.
Una ristampa del DVD è in vendita a partire dal 26 ottobre 2010, contenente le tracce tagliate nella precedente edizione.

## Tracce
VOL 1
1. Amethyst - (YOSHIKI)
2. Rusty Nail - (YOSHIKI - YOSHIKI)
3. WEEK END - (YOSHIKI - YOSHIKI)
4. SCARS - (HIDE - HIDE)
5. DAHLIA - (YOSHIKI - YOSHIKI)
6. Drum Break - (YOSHIKI)
7. DRAIN - (HIDE & TOSHI - HIDE)
8. PIANO SOLO - (YOSHIKI)
9. Crucify My Love - (YOSHIKI - YOSHIKI)
10. Longing～跡切れたmelody～ - (YOSHIKI - YOSHIKI)
11. 紅 - (YOSHIKI - YOSHIKI)
12. Orgasm - (Hitomi Shiratori - YOSHIKI)

VOL 2
1. DRUM SOLO - (YOSHIKI)
2. Forever Love - (YOSHIKI - YOSHIKI)
3. PROLOGUE - (YOSHIKI - F. Marino)
4. X - (Hitomi Shiratori - YOSHIKI)
5. ENDLESS RAIN - (YOSHIKI - YOSHIKI)
6. Say Anything (SE) - (YOSHIKI - YOSHIKI) - (Solo nell'edizione 2011)
7. THE LAST SONG - (YOSHIKI - YOSHIKI) - (Solo nell'edizione 2011)
8. Tears (SE) - (YOSHIKI - Hitomi Shiratori) - (Solo nell'edizione 2011)
9. UNFINISHED (SE) - (YOSHIKI - Hitomi Shiratori) - (Solo nell'edizione 2011)

## Formazione
- Toshi - voce
- HEATH - basso
- PATA - chitarra
- Hide - chitarra
- Yoshiki - batteria e pianoforte